# Oscar Verbeeck
Pour les articles homonymes, voir Verbeeck.
Oscar Verbeeck est un footballeur belge, né le 6 juin 1891 à Saint-Josse-ten-Noode et mort le 13 août 1971.
Il a évolué au poste d'arrière au FC bruges et à la Royale Union Saint-Gilloise, ainsi qu'en sélection nationale.
Son frère Theo s'est également fait un nom dans le monde du football, mais comme dirigeant, en étant le Président qui amène le SC Anderlechtois en séries nationales, puis définitivement dans la plus haute division et enfin à son premier titre national.

## Club
- FC Bruges : 1908 à 1912
- Union Saint-Gilloise : de 1912 à 1914, puis de 1919 à 1926

## Palmarès
- 27 sélections, de 1914 à 1924
- Champion olympique en 1920 à Anvers
- Champion de Belgique en 1923 avec l'Union
- Coupe de Belgique en 1913 et 1914 avec l'Union